# Óvónőképzés Erdélyben
Óvónőképzés – az oktatás fontos területe, mint egy nemzet vagy nemzeti kisebbség önfenntartásának első állomása. Erdélyből már 1511-ből ismerünk írásos említést "ispotály, gyermekmenhely" alapításáról. Az első óvodákat azonban a reformkor emberbaráti törekvései hozták létre, főleg a városok külső negyedeiben. 1850 előtt Erdélyben 27 helységben működött óvoda vagy ún. "előiskola"; a legtöbb óvoda életre hívója akkoriban a reformpolitikus Wesselényi Miklós volt, de példája követőkre talált. 1843-ban Szász Károly nagyenyedi jogtanár a kisdedóvodát "a legszebb gyöngy"-nek nevezi a század koszorújában... Medgyes Lajos dési költő szerint pedig az óvoda nemzetképző intézet.

## Előzmények
Az 1880-as évek második felétől az EMKE segítségével bontakozik ki mozgalom az óvónőképzés érdekében, s óvodák sora létesül, főleg a szórványvidékeken. Kisdedóvási törvény születik, s ettől kezdve fokozatosan növekszik az óvodák száma. A Székelyföldön az első állami óvodát a millennium évében szervezték. Már a zsibói mintaóvodában képeztek ki az óvónőket, s 1892-től Sepsiszentgyörgyön kezd működni az első székelyföldi óvónőképző intézet.

## 1918 után
Az 1918-as államfordulattal 431 állami és 18 felekezeti óvoda került Romániába; az előbbiek közül 10 év múlva már egyetlen magyar anyanyelvű óvoda sem működött.
A második világháború után Csőgör Lajosné vezetésével indult óvónőképzés Kolozsváron.
Az 1948-as tanügyi reform a felekezeti óvodákat megszüntette ugyan, de 1948 után nagyszámú magyar állami óvoda jött létre, s kialakult az óvónőképzés magyar hálózata: Kolozsvárt, Brassóban, Nagyenyeden, Marosvásárhelyen, Kézdivásárhelyen indult magyar óvónőképzés, majd sorvadt el a nacionalista Ceaușescu-diktatúra körülményei között oly mértékben, hogy végül az már csak Székelyudvarhelyen a Pedagógiai Líceumban folyt.

## 1989 után
Az 1989-es fordulat után a bekövetkezett óvónőhiány pótlására országszerte újraindult a magyar óvónőképzés, s ma zeneóvodák, aprók táncházai, új felekezeti óvodai csoportok, gyermekegyüttesek teszik változatossá a képet, Waldorf-pedagógiára alapozott óvodák indulnak, alkalmazzák a drámapedagógiát; kapcsolat létesül az erdélyi és a magyarországi óvónőképzés között.
Kibontakozik az óvónőképzés sajtója is: nemcsak a Közoktatás közöl rendszeresen óvodai neveléssel kapcsolatos írásokat, hanem Fórum címmel a Hargita megyei tanfelügyelőség kiadásában negyedévi közlöny jelenik meg külön Óvodai Nevelés-oldallal, 1996-tól pedig Taní-tani címmel egy pedagógusközlöny idevágó anyaga is az óvónők rendelkezésére áll.

## Összegzés
A két világháború között az óvodai nevelés kérdéseire vonatkozó irodalom nem különült el az elemi iskolai oktatást tárgyalótól. A kettőt a törvénykezés szintjén "elemi oktatás" néven együtt is kezelték, s ugyanaz történt a különböző felekezetek e kérdéskörrel foglalkozó kiadványaiban is. Az óvodákban is használták például Veress Gábor (1927), Kotsis Mária Cecília (1938) vagy Domokos Pál Péter (1939) elemi iskolai énekeskönyveit s a Mi dalaink különböző kiadásait, valamint más daloskönyveket. Ugyancsak nagy segítséget nyújtott – közvetve – a gyermekirodalom számos alkotása. Óvodai nevelési célokat is tartott szem előtt Kovács Lajos Gyermekjátékok c. könyve (Déva, 1927), a Benedek Elek összeállította Gyermekszínház (Kolozsvár, 1925) vagy a Kádár Géza által szerkesztett Anyák napja (Szilágysomlyó, 1929) c. gyermekverskötet.
Kimondottan óvodai célt szolgáló kiadványok az 1960-as évek végétől jelentek meg a romániai magyar könyvkiadásban. Ezek közül a fontosabbak: Szilágyi Anna-Kerekes Ella: Bújj, bújj, zöldág (óvodások könyve, 1968); a Kriterion Könyvkiadó egész sorozattá összeálló kötetei: Selmeczi Marcella: Csigabiga palota (óvodások daloskönyve, 1971) és Szedem szép virágom (óvodások játékoskönyve, 1972), Kovács Ildikó: Báboskönyv (1974), László-Bakk Anikó: Erdő mélyén, esti csendben (kánongyűjtemény, 1974), Szilágyi Domokos-Vermesy Péter: Pimpimpáré (vers és muzsika gyermekeknek, 1976); továbbá Nagy Erzsébet-Péter Anna: Óvónők kézikönyve (1981); Nyitva van az aranykapu (versek, mesék, játékok az óvodában, 1982); László-Bakk Anikó: Zenebona palota (1988) c. kötetei.
Az 1989 decemberében bekövetkezett változás után az addigi állami kiadóknál gazdára talált gyermekirodalom kiadása meglehetősen szétzilálódott, s a kimondottan óvodai használhatóságú könyvek is ritkák. Ezért is szükséges kiemelnünk Prezsmer Olga Óvodai nevelés c. könyvét (Sepsiszentgyörgy, 1994), a Csetriné Lingvay Klára által összeállított Aranyos pillangó c. gyermekversgyűjteményt (1994), valamint Éderné Kocsis Lívia kiadványait: a Környezetismeret c. óvónői segédkönyvet (Sepsiszentgyörgy, 1995) és az 5-7 éves gyermekek számára kiadott Környezetismereti munkalapokat (Békéscsaba, 1996).
Az óvodai oktatásban fontosak a gyermeklapok, közülük is mindenekelőtt a Napsugár, amely 40 éve megszakítás nélkül keresi fel (1990 óta mellékletével, a Szivárvánnyal együtt) óvodás "olvasóit" is.